# Nagy Lajos (közjegyző)
Tokaji Nagy Lajos (Kölked, 1826. június 8. – Budapest, 1900. március 8.) királyi tanácsos és közjegyző.

## Életútja
Tokaji Nagy Ferenc és Buday Rozália fia. Édesapja halála után jött a világra. Előbb a budapesti királyi váltótörvényszék bírája volt, majd 1875-ben kinevezték közjegyzővé Budapestre. Ő sürgette annak idején legjobban a magyar közjegyzői kamara megalakítását, amelynek elnöke is volt. Két évvel halála előtt, neje, Arnstein Ludmilla elhunyta miatt búskomorságba esett, leköszönt a közjegyzőségről és a többi tiszteletbeli állásairól. Elnöke volt hosszú ideig a budapesti református egyház presbitériumának is. 
Archeológiai leveleket írt az Archaeologiai Értesítőbe (1869), természettudományiakat a Természettudományi Közlönybe (1873, 1879–1881, 1883); szakcikkei pedig a jogtudományi lapokban jelentek meg.